# Assemblea consultiva islamica
Il Majles dell'Iran (in persiano مجلس شورای اسلامی‎), ufficialmente chiamato Assemblea consultiva islamica, definito anche come Parlamento dell'Iran, è l'organismo legislativo della Repubblica Islamica dell'Iran. Si compone di 290 seggi, assegnati durante le elezioni politiche.

## Storia

### Sotto gli Scià
Inizialmente, il Majles era una camera legislativa creata nel 1906, per concessione dello scià Mozaffar al-Din Shah Qajar a seguito alla rivoluzione costituzionale iraniana, condotta in maniera non violenta con un sit-in presso l'ambasciata inglese ed alcuni Santuari dai più politicizzati tra i capi del clero sciita (in particolare Tabataba'i e Behbahan), in alleanza con i grandi mercanti di Teheran e con gli attivisti delle anjoman, associazioni laiche di intellettuali e funzionari governativi create sul modello occidentale per tentare di modernizzare l'Iran. I costituzionalisti furono tuttavia ben presto abbandonati al loro destino dagli inglesi che, nel 1907, si accordarono per la spartizione della Persia in zone d'influenza con i russi. Questo permise l'intervento militare zarista a favore della restaurazione assolutista ed il Parlamento di Teheran fu bombardato dai russi nel 1908. I costituzionalisti resistettero tuttavia a Tabriz e nel Sud e riconquistarono la capitale nel 1909. Il Parlamento assunse allora un consulente americano, il banchiere di New York Morgan Shuster, per risanare le finanze pubbliche.
Quando questi cercò di esigere il pagamento delle imposte anche alla grande nobiltà Qajar, questa chiese nuovamente aiuto alla Russia e le truppe zariste intervennero una seconda volta per schiacciare i costituzionalisti ed imporre l'assolutismo. Dopo qualche anno i persiani tornarono tuttavia ad eleggere un nuovo Majles (il terzo) ed il sistema parlamentare sopravvisse quindi alla repressione. Nel 1925 il Parlamento votò per il cambio di dinastia dai Qajar ai Pahlavi, il nuovo Scià Reza Pahlavi avviò ben presto un regime autoritario in cui il ruolo del Majlis era sostanzialmente solo formale. Chi si oppose, come l'Ayatollah Modarres e Mohammad Mossadeq, fu perseguitato.
La Camera entrò in funzione in modo effettivo solo sotto durante la seconda guerra mondiale, con l'occupazione alleata e l'ascesa al trono dello scià Mohammad Reza Pahlavi. Negli anni Cinquanta tornò alla politica attiva Mohammad Mossadeq che divenne primo ministro e fece approvare la nazionalizzazione del petrolio nel 1951 e per altri provvedimenti minori. Nel 1953 Mossadeq abolì il Majles per governare con poteri eccezionali, ma fu deposto da un colpo di Stato (operazione Ajax). Da allora i poteri del Parlamento furono limitati ed il governo tornò ad essere autocratico. Nel 1963, con un "mezzo consenso" dello scià, vennero ammesse anche le donne (nella Repubblica Islamica, esse hanno gli stessi diritti). Allora, il Majles si chiamava "Assemblea nazionale consultiva" (مجلس شورای ملی, Majles Shūrāye Millī).

### La Repubblica Islamica
Con la rivoluzione iraniana, i grandi sconvolgimenti politici portarono all'abolizione del Senato e, nel 1989, alla formazione dell'Assemblea consultiva islamica. L'Iran diventava una repubblica con un Parlamento monocamerale.
L'Assemblea consultiva islamica è regolata dal Capitolo VI della Costituzione dell'Iran. Quale organismo legislativo, il Majles ha il compito di discutere, approvare o respingere le leggi. Differentemente da molti altri paesi del mondo, esso non elegge il presidente della Repubblica, i cui candidati vengono presentati dal Consiglio dei Guardiani della Costituzione e successivamente uno di loro viene scelto dal popolo tramite elezione a suffragio universale.
Dal 1997 le donne, oltre ad essere già elette come deputate, sono entrate a far parte anche del gabinetto di governo, quando Masoumeh Ebtekar divenne vicepresidente dell'Iran con delega al Dipartimento dell'Ambiente.
Il 7 giugno 2017 il parlamento iraniano subisce un grave attentato terroristico, in cui muoiono oltre venti persone.

## Sedi
Dal 1979 il parlamento ha utilizzato l'edificio del precedente Senato dell'Iran. Un nuovo palazzo fu costruito per l'Assemblea presso piazza Baharestan nel centro di Teheran, vicino al vecchio edificio del Parlamento Iraniano che fu utilizzato dal 1906 al 1979 (l'immagine di questo edificio è quello raffigurato nel retro della banconota da 100 rial. Dopo diversi dibattiti, il trasloco venne finalmente approvato nel 2004. La prima seduta del parlamento nella sede attuale avvenne il 16 novembre 2004.

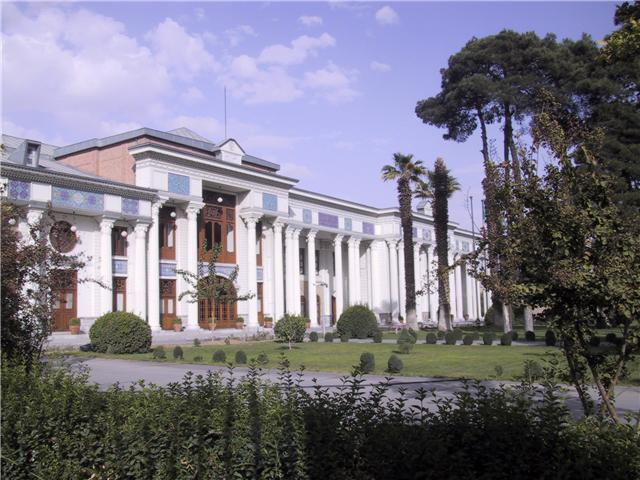
Il primo palazzo in piazza Baharestan (1906-1979)
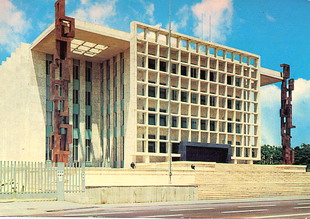
Il secondo palazzo (Senato dell'Iran) (1980-2004)
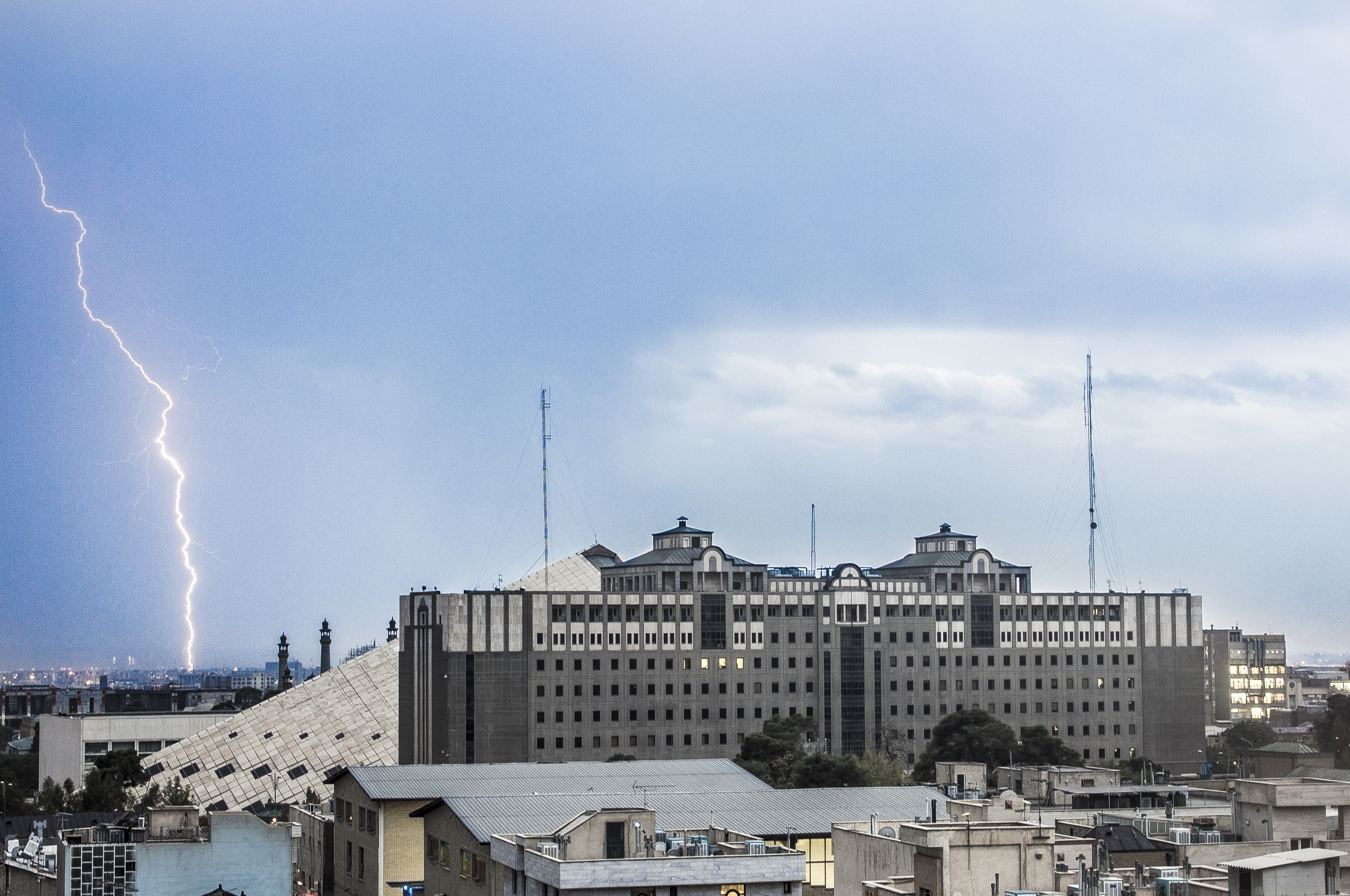
Il terzo ed attuale palazzo (dal 2004)

## Circoscrizioni elettorali
- Abhar e Khorramdarreh
- Ahar e Heris
- Ardabil, Nir, Namin e Sareyn
- Astara
- Bonab
- Bostanabad
- Bukan
- Esfahan
- Germi
- Golpayegan e Khvansar
- Hashtrud e Charuymaq
- Kaleybar, Khoda Afarin e Hurand
- Khalkhal e Kowsar
- Khodabandeh
- Khoy e Chaypareh
- Mahabad
- Mahneshan e Ijrud
- Maku, Chaldoran, Poldasht e Showt
- Malekan
- Maragheh e Ajabshir
- Marand e Jolfa
- Mashhad e Kalat
- Meshginshahr
- Miandoab, Shahin Dezh e Takab
- Mianeh
- Naqadeh e Oshnavieh
- Natanz e Qamsar
- Parsabad e Bilesavar
- Piranshahr e Sardasht
- Qom
- Rasht
- Salmas
- Sarab
- Shabestar
- Shiraz
- Tabriz, Osku e Azarshahr
- Teheran, Rey, Shemiranat e Eslamshahr
- Urmia
- Varzaqan
- Zanjan e Tarom